# 3호선 버터플라이
3호선 버터플라이(3rd Line Butterfly)는 1999년에 홍대 앞에서 결성된 대한민국의 록 밴드이다.

## 역사
성기완은 1994년 《세계의 문학》 가을호로 등단하여 활동하던 시인이었으며, 박현준은 카리스마, H2O, 삐삐밴드 등을 거치며 홍대 앞에서 활발한 음악 활동을 하고 있었다. 한편 남상아는 1997년 이기용, 김상우와 함께 허클베리핀을 결성하여 1998년까지 활동했으며, 1999년에는 영화 질주에 배우 김승현과 함께 주연으로 출연하기도 했다.
1999년에는 남상아, 김상우, 성기완, 박현준이 3호선 버터플라이를 결성했다. 3호선 버터플라이는 2000년에 첫 번째 음반 《Self-Titled Obsession》를 발매했다. 2001년에는 키보드 세션으로 김남윤이 합류했으며, 2002년에는 드라마 《네 멋대로 해라》 OST에 참가하며 대중에게 이름을 알리기 시작했다.
2004년에는 세 번째 정규 음반 《Time Table》을 발매했다. 그리고 김남윤이 정식 멤버가 되었다. 2009년에는 결성 10주년을 맞이했으며, EP 《Nine Days or a Million》을 발매했다. 곧이어 드러머 서현정이 밴드에 합류했다.
2010년 10주년 기념으로 리마스터 앨범 《Remastered I-III boxset》 발매하고 영국 Monocle Winter Series (London UK) 에 초청되었다. 2012년 3월 미국 공연을 위해 영어로 된 음반인《Ice Cube》를 발매하고, 미국과 캐나다로 Seoulsonic tour를 40일간 다녀온다. 그리고 사우스 바이 사우스웨스트 및 Canadian Music Week(CMW)에 참가한다. 같은 해 10월에는 4집 음반 《dreamtalk》> 앨범을 발매한다.
2016년 4월에는 창립 멤버 성기완이 밴드를 탈퇴하여 아프로아시안싸운드액트(AfroAsianSsoundAct - AASSA)를 결성했다. 그는 또한 부르키나파소 출신의 아프리카 뮤지션 '아미두'를 만나 '트레봉봉'이라는 밴드를 만들어 활동하기도 했다.
2019년 2월에는 남상아가 남편을 따라 프랑스로 이주를 하면서 밴드가 잠정 활동 중단을 선언했다. 남상아는 니스에서 식사(Sixsa)라는 이름의 한식당을 운영한다.
2025년에는 팀을 떠났던 성기완이 9년 만에 복귀했으며, 남상아가 7년 만에 임시 귀국하여 밴드가 인천 펜타포트 락 페스티벌의 무대에 다시 섰다.

## 구성원
- 남상아: 보컬, 기타
- 성기완: 기타, 보컬, 작곡 (활동시기 1999-2016, 2025-)
- 김남윤: 베이스, 보컬
- 서현정: 드럼, 보컬

### 이전 구성원
- 박현준 : 베이스 (활동 시기 : 1999 - 2001)
- 김규형: 베이스 (활동 시기 : 2002 - 2005)
- 김상우: 드럼 (활동 시기 : 1999 - 2005) 현재 “몸과마음” 의 멤버
- 휘루: 해금 (활동 시기 : 2002 - 2004) 현재 솔로 활동 중
- 손경호: 드럼 (활동 시기 : 2005 - 2009) 현재 밴드 “문샤이너스”의 멤버
- 최창우: 베이스 (활동 시기 : 2005 - 2006) 현재 밴드 “문샤이너스“의 멤버
- 이호진 : 키보드 (활동 시기 : 2007 - 2009) 현재 “온달”의 멤버

## 음반 목록

### 정규 음반
- dreamtalk (2012년, ssangnapal)
- ICECUBE (Seoulsonic Tour English Ver.)(2012년, ssangnapal)
- Remastered I-III Boxset (2010년, ssangnapal)
- Nine Days or a Million [ssangnapal] (2009년 11월 19일, 쌍나팔뮤직 & 비트볼뮤직)
- Time Table (2004년, 파스텔 뮤직)
- Oh! Silence (2002년, 드림비트)
- Self-Titled Obsession (2001년, 대영AV)

### OST
- 네 멋대로 해라 O.S.T (2002년, 예당음향)

### 참여 음반
- 산 들 바다의 노래 제주 4.3 헌정 앨범